# Skanör-Falsterbo (film)
Skanör-Falsterbo är en svensk komedifilm från 1939 i regi av Emil A. Lingheim. I huvudrollerna ses Edvard Persson, Rut Holm, Arthur Fischer och Annalisa Ericson. 

## Handling
Henrik Karlsson tar på sig skulden för en förskingring eftersom den skyldige ligger på sjukhus och har tagit pengarna för att bekosta sin sjukdom.

## Om filmen
Filmen spelades in den 28 september 1938–20 februari 1939 i AB Europa Studios ateljé i Sundbybergs stad. Exteriörerna kommer från Skanör, Falsterbo, Malmö och Ystad. Den hade premiär den 6 mars 1939 och är barntillåten. Den har även visats på SVT.

## Rollista
- Edvard Persson - Henrik Karlsson, kassör, senare extrakonstapel i Skanör
- Rut Holm - Johanna, hans hushållerska
- Arthur Fischer - borgmästaren i Skanör, Henrik Karlssons barndomskamrat
- John Degerberg - poliskonstapel Månsson
- Algot Larsson - fången
- Annalisa Ericson - Vera, borgmästarens dotter
- Holger Winge - Lars, Henrik Karlssons son, jur. kand., tar sig namnet Lars Klang
- Ingrid Luterkort - Lena, borgmästarens husföreståndarinna

### Ej krediterade (urval)
- Max Linder - taxichauffören
- Lisa Wirström - tidningsgumman
- John Norrman - Jonsson, portvakt
- Hugo Tranberg - Gustav F. Karlsson, grannen med raklödder
- Algot Persson - revisor Lyring
- Ivar Kåge - läkaren på sjukhuset
- Signe Wirff - den sjuke kassören Osvald Bergs fru
- Harry Persson - mjölkkusken
- Elvin Ottoson - överste Braunholz, gäst hos borgmästaren
- Wilhelm Högstedt - apotekare Enander, gäst hos borgmästaren
- Erik Rosén - doktor Råberg, veterinär, gäst hos borgmästaren
- Eric von Gegerfelt - Pålsson, stins, gäst hos borgmästaren
- Astrid Bodin - Anna, borgmästarens hembiträde
- Gösta Lycke - direktören som får pengar av Johanna
- Albin Erlandzon - man i sängen som lyssnar på sjungande studenter
- Edla Rothgardt - kvinna i sängen som lyssnar på sjungande studenter
- Per Björkman - Knut Jönsson, borgmästarens cyklande dräng
- Hilding Rolin - Johansson, rattfylleristen
- Carin Swensson - en cyklande flicka
- Eric Dahlström - Gösta Josefsson, mannen vars bil blivit stulen
- Susanna Östberg - flicka på Veras födelsedagskalas
- Keth Hårleman - flicka på Veras födelsedagskalas
- Darja Alexandrow - flicka på Veras födelsedagskalas
- Greta Liming - flicka på Veras födelsedagskalas
- Majken Torkeli - flicka på Veras födelsedagskalas
- Helge Karlsson - handelsmannen/stämningsman hos borgmästaren
- Erik Forslund - stämningsman hos borgmästaren
- Karl-Ewert Christenson - stämningsman hos borgmästaren
- Bertil Alwars - mopedist

### Medverkande i filmens talade förtexter
- Emil A. Lingheim - filmens regissör
- Olof Ekman - filmens fotograf
- Gösta Bjurman - filmens ljudtekniker

### Bortklippta i den slutliga filmen
- Ernst Brunman
- Harald Svensson
- Mim Ekelund

## Musik i filmen
- Det är lång väg hem, musik Axel Flyckt, instrumental
- Vindarnas kör, musik Nils Peter Möller, text Per Daniel Amadeus Atterbom, sång Edvard Persson
- Nu är jag pank och fågelfri, ur Tiggarstudenten, musik Carl Millöcker, svensk text Ernst Wallmark, sång Edvard Persson
- Ack, jag gav henne blott uppå skuldran en kyss, ur Tiggarstudenten, musik Carl Millöcker, svensk text Ernst Wallmark, sång Edvard Persson
- Sankta Lucia, musik Teodoro Cottrau, instrumental
- Kovan kommer, kovan går, text Emil Norlander, sång Edvard Persson
- Under dubbelörnen, musik Josef Franz Wagner, instrumental
- Säg mig godnatt, musik Lilian Ray, svensk text Oscar Ralf, sång Edvard Persson
- Lilla Angeline/Palais Glide, musik Will Grosz, svensk text S.S. Wilson, Fritz Gustaf Sundelöf, sång Annalisa Ericson
- Vi klarar oss nog ändå, text och musik Lasse Dahlquist, sång Edvard Persson, Arthur Fischer, Elvin Ottoson, Wilhelm Högstedt, Erik Rosén, Eric von Gegerfelt
- I barndomens lyckliga da'r, text och musik Lasse Dahlquist, sång Edvard Persson, Sigvard Wallbeck-Hallgren
- Under rönn och syren, musik Herman Palm, text Zacharias Topelius
- Om du bara var min ändå, musik Roland Hoffman, text Henry Richter, sång Olle Thalén
- Du har världens vackraste ögon, text och musik Lasse Dahlquist, sång Annalisa Ericson
- Oj, oj, oj, oj, vad hon är söt, musik Erik Baumann, text Lasse Dahlquist, Georg Eliasson, sång Edvard Persson, Sigvard Wallbeck-Hallgren

## DVD
Filmen gavs ut på DVD 2014.